# 大乗義章
『大乗義章』(だいじょうぎしょう)は、中国、南北朝から隋にかけて活躍した浄影寺の慧遠（523年-592年）が著した仏教用語を解説した論書である。26巻。

## 時代背景
この時代には『大乗義』あるいは『大乗義章』と名づけられる書物が他にも輩出したが、慧遠のものは師の法上（ほうじょう）（495年-580年）が著した同名の書物に直接依拠していると考えられている。さらに自身の他の著作のなかでも本書について言及しているため、早い時期に著されたと考えられている。

## 内容
1. 教聚（きょうじゅ）
2. 義法（ぎほう）聚
3. 染法（ぜんぽう）聚
4. 浄法（じょうほう）聚
5. 雑法（ぞうぼう）聚

当初、上記の五聚でできていたが、現存している本には最後の雑法聚が欠けている。現存するものは、大正大蔵経44巻に収められている。
222の義（テーマ）が、それぞれ法数順に取り上げられており、慧遠独特の思想は、義法聚のなかの仏性義（ぶっしょうぎ）、二諦（にたい）義、八識（はっしき）義、浄法聚に所収される涅槃（ねはん）義などに強く見られる。
内容は『大乗涅槃経』と『大乗起信論』（だいじょうきしんろん）が中心となっており、「仏性縁起」（ぶっしょうえんぎ）を主張しているのが特徴である。

## 影響
慧遠の没後、弟子たちによって中国で広く伝播し、吉蔵の三論学、智儼の華厳学、基（窺基）の唯識学などに大きな影響を与えた。